# Dothideomycetes
Dothideomycetes O.E. Erikss. & Winka, 1997 è una classe di funghi ascomiceti (sottodivisione Pezizomycotina). Si divide in 3 sottoclassi e comprende 11 ordini, 90 famiglie, 1.300 generi e circa 19.000 specie.
Le specie di funghi che appartengono a questa classe sono eterogenee e comprendono funghi saprofiti, parassiti di piante, funghi che formano micorrize, funghi lichenizzati, funghi terrestri, funghi acquatici, ecc. A questa classe appartengono importanti specie patogene di piante che sono studiate dalla patologia vegetale.

## Tassonomia
- Sottoclasse Pleosporomycetidae
  - Hysteriales
  - Jahnulales
  - Mytilinidiales
  - Pleosporales
- Sottoclasse Dothideomycetidae
  - Capnodiales
  - Dothideales
  - Myriangiales
- Incertae sedis
  - Botryosphaeriales
  - Microthyriales
  - Patellariales
  - Trypetheliales